# SPG-2
SPG-2 – uniwersalny gąsienicowy opancerzony pływający pojazd bojowy produkowany przez Hutę Stalowa Wola, znany też w piśmiennictwie pod nazwą Opal. Skrót oznaczał szybkobieżne podwozie gąsienicowe drugiego modelu. SPG-2 jest polskim bezpośrednim rozwinięciem radzieckiego transportera MT-LB, produkowanego na licencji przez HSW od 1976 roku. Główne zmiany to przebudowany kadłub w przedniej części i dodanie śrub napędowych pozwalające na zwiększenie prędkości w wodzie, oraz wymiana starej wieżyczki uzbrojonej w PKT na nową, uzbrojoną w wkm NSWT. Transporter stanowił bazę dla wielu pojazdów specjalistycznych. Wyróżnia się dwie wersje podwozia-bazy: SPG-2 Opal, będący odpowiednikiem MT-LB, oraz SPG-2A (Opal 2A) będący wersją wydłużoną z siedmioma kołami nośnymi, odpowiadający podwoziom 2S1 Goździk i MT-LBu, oraz wzmocnionym silnikiem SW680T o mocy 300 KM (220 kW).

## Historia
Pod koniec lat 70. Ośrodek Badawczo-Rozwojowy Maszyn Ziemnych i Transportowych przy HSW opracował na bazie licencyjnego MT-LB ulepszony pojazd SPG-2 Opal (szybkobieżne podwozie gąsienicowe 2), w którym skupiono się na poprawie pływalności transportera. Pojazd otrzymał przebudowany kadłub o większej wyporności. Różnice widoczne są głównie w inaczej wyprofilowanym, szerszym i wyżej podniesionym nosie kadłuba, a także załamanych pod kątem bocznych ścianach przedziału kierowania, zamiast płaskich. Ponadto wyposażono go w dwie śruby o napędzie hydraulicznym w charakterystycznych ażurowych osłonach w tylnej części kadłuba. Oryginalny MTLB poruszany był w wodzie przez przewijanie gąsienic, do czego potrzebne było montowanie w ich przedniej części bocznych osłon hydrodynamicznych. Modyfikacja pozwoliła na zwiększenie prędkości poruszania się w wodzie.
Na podwoziu SPG-2 (Opal), skonstruowano transporter rozpoznania inżynieryjnego TRI Hors, produkowany od 1983 roku. Od 1985/86 roku zastosowano w nim zamiast oryginalnego silnika konstrukcji radzieckiej mocniejszy silnik produkowany w Polsce SW 680. Od 1986 roku na podwoziu tym produkowano także wóz pogotowia technicznego WPT Mors II (wcześniejsza wersja Mors oparta była na podwoziu MT-LB). W obu pojazdach wzmocniono uzbrojenie,  zamieniając wieżyczkę umieszczoną z przodu po prawej stronie z karabinem maszynowym 7,62 mm PKT przez większą, uzbrojoną w montowany zewnętrznie wkm 12,7 mm NSW.
Na podwoziu SPG-2 zbudowano także dwa prototypy wozu dowodzenia artylerii przeciwlotniczej ZWD-10R Łowcza 3, lecz w 1990 roku program przerwano (według innych źródeł, prototyp zbudowano w 1992 roku).
Na tym samym podwoziu z podwyższonym dachem w tylnej części transportera, powstał ponownie w latach 1999–2000 małoseryjny wóz dowodzenia obrony przeciwlotniczej Łowcza-3 (trzy egzemplarze).
W 1985 roku rozpoczęto prace nad wydłużonym o jedną oś kół – do siedmiu kół na stronę podwoziem (Opal 2A) SPG-2A. Miało ono stać się podwoziem dla wozu dowodzenia artylerii Opal-540, nad którym prace prowadzono od 1986 roku. W 1990 roku zbudowano cztery prototypy wersji Opal ( SPG2) i dwa prototypy Opal II (SPG2A), lecz w 1994 roku prace nad nimi wstrzymano. Wozy te miały ponadto kadłub o większej objętości, ze zbliżonymi do pionu ścianami bocznymi. Prototypem pozostał również oparty na tym podwoziu transporter amunicji Bor dla 122 mm haubic samobieżnych 2S1 zbudowany w 1987 roku. Kadłub Opal 2A posłużył w 1993 roku do skonstruowania prototypu (demonstratora) bojowego wozu piechoty BWO-40 ze szwedzką wieżą z armatą Bofors 40 mm. Na kadłubach Opal 2A (SPG2A), powstały też prototypy zestawów przeciwlotniczych rakietowo-artyleryjskich: Sopel z dwoma działkami 23 mm i wyrzutniami pocisków Strzała-2M z 1993 roku i Stalagmit/Sopel z pociskami Grom z 1999 roku.
Na przedłużonym do 7 kół podwoziu Opal II (SPG2A), z przedziałem transportowym zastąpionym przez platformę powstało od 2005 roku 6 transporterów Kroton z systemem minowania narzutowego.

## Wersje

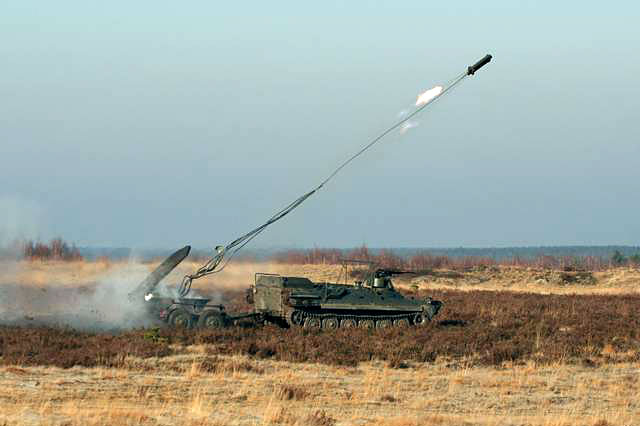
TRI-D Durian.

- Opal-I – zmodernizowana wersja 6 kołowa – m.in. przód wozu i silnik[9]
  - WPT Mors WPT/DTP – wóz pogotowia technicznego – wyposażony m.in. w żuraw o stałym wysięgu i udźwigu 15 kNm, wyciągarka hydrauliczna o sile uciągu 60 kN, zestaw spawalniczy, urządzenie holujące z dwustronnym mechanizmem amortyzującym, zestaw ewakuacyjno-remontowy, przyrządy do spawania elektrycznego i gazowego, lemiesz okopowy.
  - Bor – prototypowy wóz amunicyjny (dla pododdziałów artylerii samobieżnej)
  - TRI Hors – transporter rozpoznania inżynieryjnego
  - TRI-D Durian – transporter inżynieryjny rozwinięcie TRI Hors wyposażony dodatkowo w UZR-3 (system likwidacji min)
  - ZWD-10R Łowcza 3 – zautomatyzowany wóz dowodzenia obroną przeciwlotniczą
- Opal-II – wydłużona o jedno koło jezdne, wersja z silnikiem 300 KM (220 kW)[9]

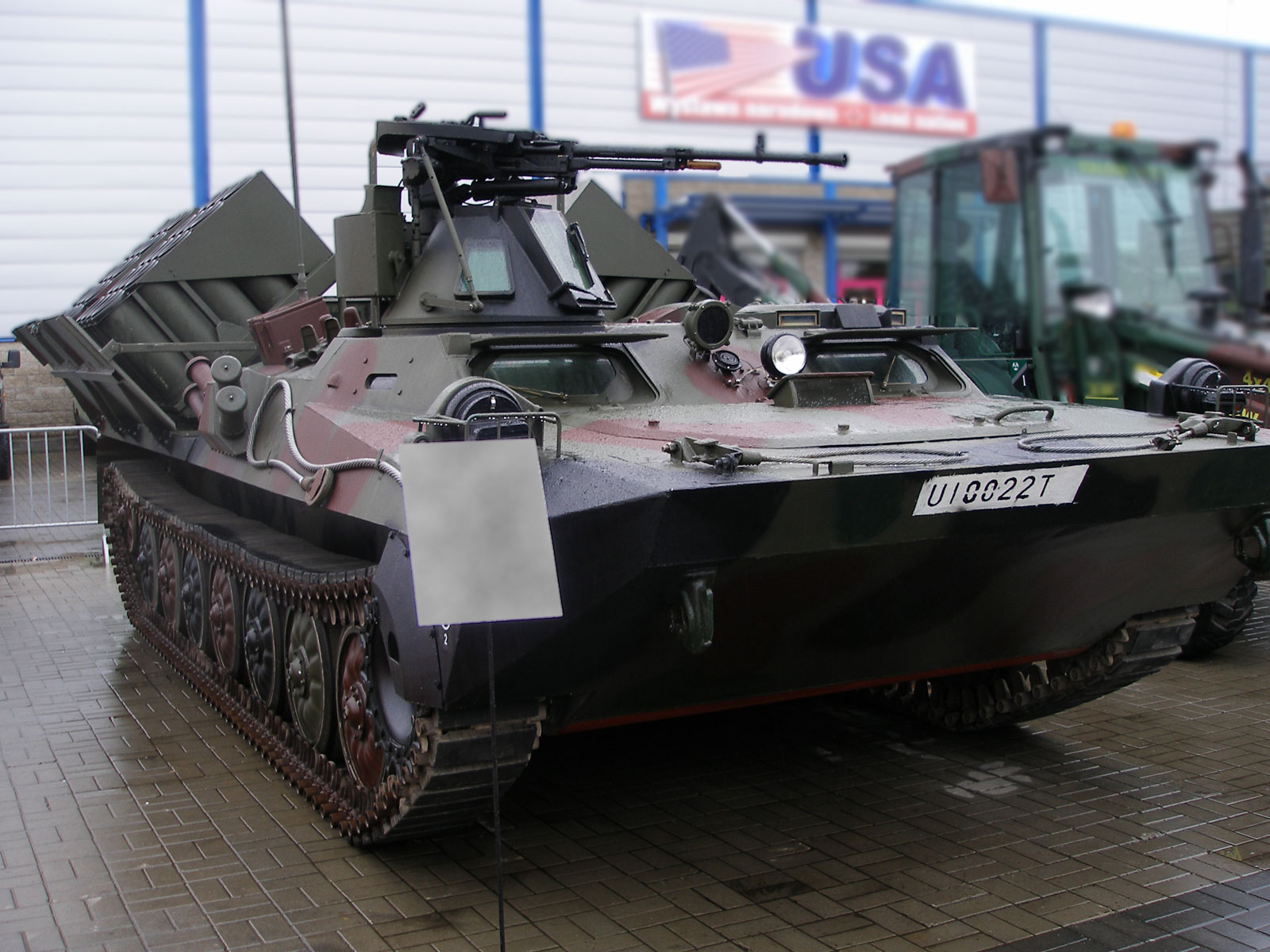
Kroton na siedmiokołowym podwoziu SPG2A (OPAL 2A)

- - LSPZRA Sopel – lekki samobieżny zestaw przeciwlotniczy – prototyp z 1993 roku wyposażony w podwójne działko 23 mm i dwie wyrzutnie przeciwlotniczych rakiet 9M32M Strzała-2M[6].
  - Stalagmit/Sopel – lekki samobieżny zestaw przeciwlotniczy – prototyp zaprezentowany w 1999 roku, z podwójnym działkiem przeciwlotniczym 23 mm model 4216 i 4 wyrzutniami rakiet przeciwlotniczych Grom oraz głowicą optoelektroniczną[7].
  - ISM Kroton – inżynieryjny system minowania – z systemem UMN (zestawem do minowania narzutowego) na zewnątrz – 4 kontenery z 20 pojemnikami na wyrzucane miny przeciwpiechotne lub przeciwpancerne. Załogę stanowią 2 osoby. Od 2005 roku zbudowano 6 pojazdów[8].
  - BWO-40 – prototypowy bojowy wóz piechoty z 1993 roku wykorzystujący wydłużone podwozie Opal- 2A i wieżę BWP CV90 z działkiem 40 mm Bofors[5].
- LPG – Lekkie Podwozie Gąsienicowe – głęboko zmodernizowane, wielozadaniowe podwozie Opal-II A ze współczesnym zestawem napędowym.